# Sternwarte Traunstein
Die Sternwarte Traunstein ist eine private Sternwarte im Bildungshaus St. Rupert in Traunstein in der oberbayrischen Region Chiemgau.

## Sternwarte
Die Sternwarte wurde 1913 von dem Chemiker und Industriellen Emil Ehrensberger (1858–1940) errichtet, der sich zwischen 1912 und 1915 am damaligen Stadtrand von Traunstein eine geräumige Villa für seinen Ruhestand erbauen ließ. Ehrensberger war maßgeblich an der Entwicklung des Chrom-Nickel-Stahls beteiligt und wurde bereits mit 41 Jahren in den Vorstand der Firma Friedrich Krupp AG in Essen berufen. Schon während seiner Berufsjahre war Ehrensberger ein passionierter Amateurastronom, daher stattete er seine neue Villa mit einer Sternwarte aus. Er konnte die Villa und die Sternwarte dann noch 23 Jahre lang nutzen. 1919 wurde er zum Ehrenbürger der Stadt Traunstein ernannt.
Nach Ehrensbergers Tod und dem Ende des Zweiten Weltkriegs wurde die Villa zunächst von der US-Armee requiriert. 1955 verkaufte Ehrensbergers Tochter das Gebäude und einen Teil des umgebenden Grundstücks an die Erzdiözese München und Freising, die daraus eine Bildungsstätte machte. Dadurch war es möglich, die originale Ausstattung des Hauses zu erhalten, darunter die Gemäldesammlung Ehrensbergers, sowie die Instrumente der Sternwarte.
Die Sternwarte wird heute von freiwilligen Helfern betreut und für öffentliche Führungen und Beobachtungsabende genutzt. Bei Schlechtwetter wird die reichhaltige Sammlung aus historischen Instrumenten und Dokumenten vorgeführt und erläutert.

## Instrumente
Ehrensberger besaß bereits in seiner Essener Zeit einen Zeiss-Refraktor mit 164 cm Brennweite. Für seine Traunsteiner Sternwarte wollte er ein besseres Instrument und ließ sich von der Firma Carl Zeiss in Jena einen Refraktor mit 175 mm Durchmesser und einer Brennweite von 261 cm anfertigen. Der Refraktor ruht auf einer Deutschen Montierung. Die Kuppel der Sternwarte ist eine mit Kupfer beschlagene, drehbare Holzkonstruktion, sie ist 4,5 m hoch und hat einen Durchmesser von ebenfalls 4,5 m. Die Sternwarte befindet sich auf dem Dach des Gebäudes in einer Höhe von 17,5 m.